# بسته خودگرمایشی غذا

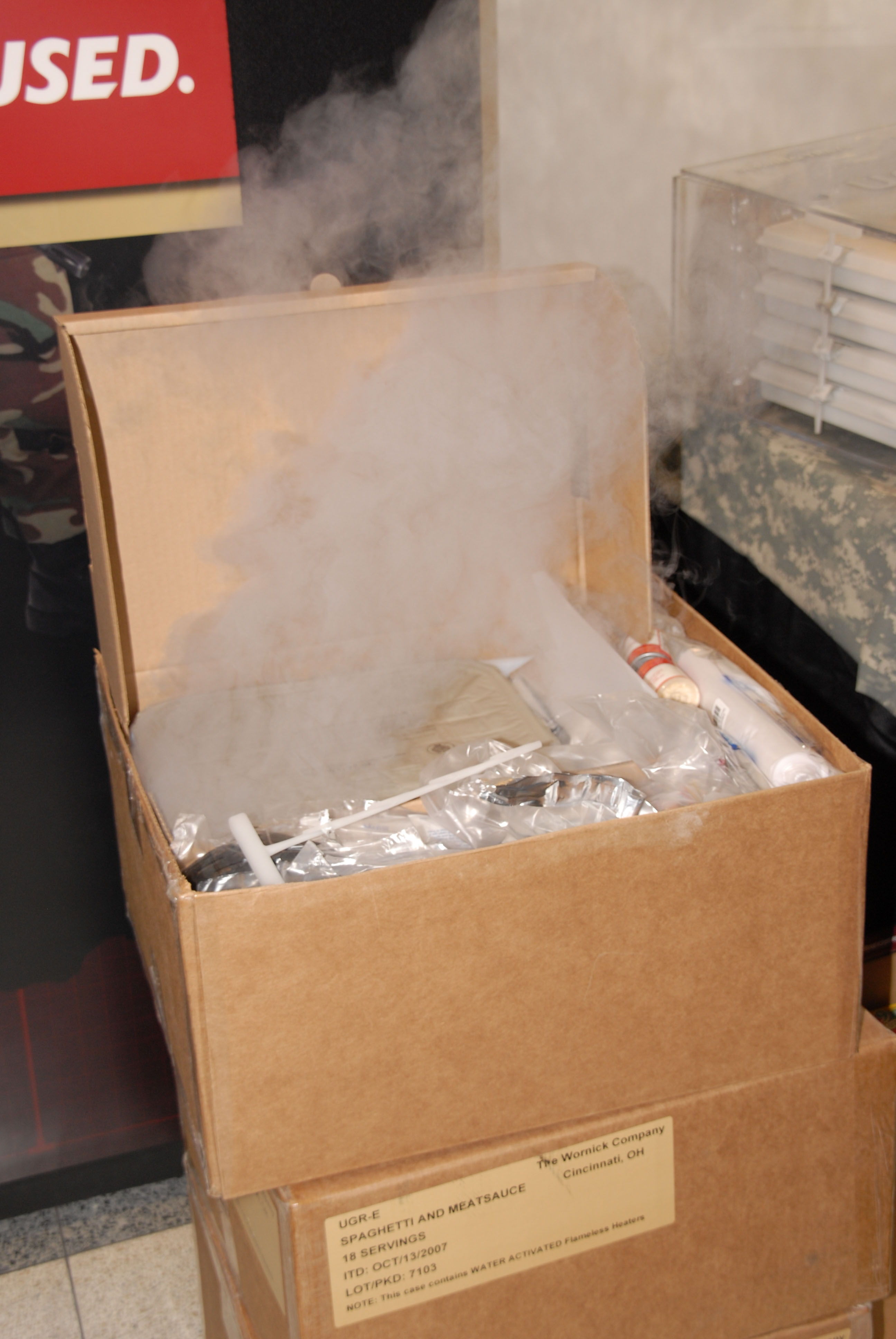
جیره‌های میدانی خودگرم‌شونده برای حداکثر ۱۸ سرباز

بسته خودگرمایشی غذا بسته‌بندی فعال با قابلیت گرم کردن محتویات غذا بدون منبع حرارتی خارجی یا برق است. بسته‌ها معمولاً از یک واکنش شیمیایی گرمازا استفاده می‌کنند. بسته‌ها همچنین می‌توانند خود خنک شونده باشند. این بسته‌ها برای عملیات نظامی، در هنگام بلایای طبیعی یا هر زمان که پخت و پز معمولی در دسترس نباشد مفید است. از این بسته‌ها اغلب برای تهیه غذاهای اصلی مانند غذاهای گوشتی استفاده می‌شود که بصورت گرم خوش طعم ترند.

## علم شیمی

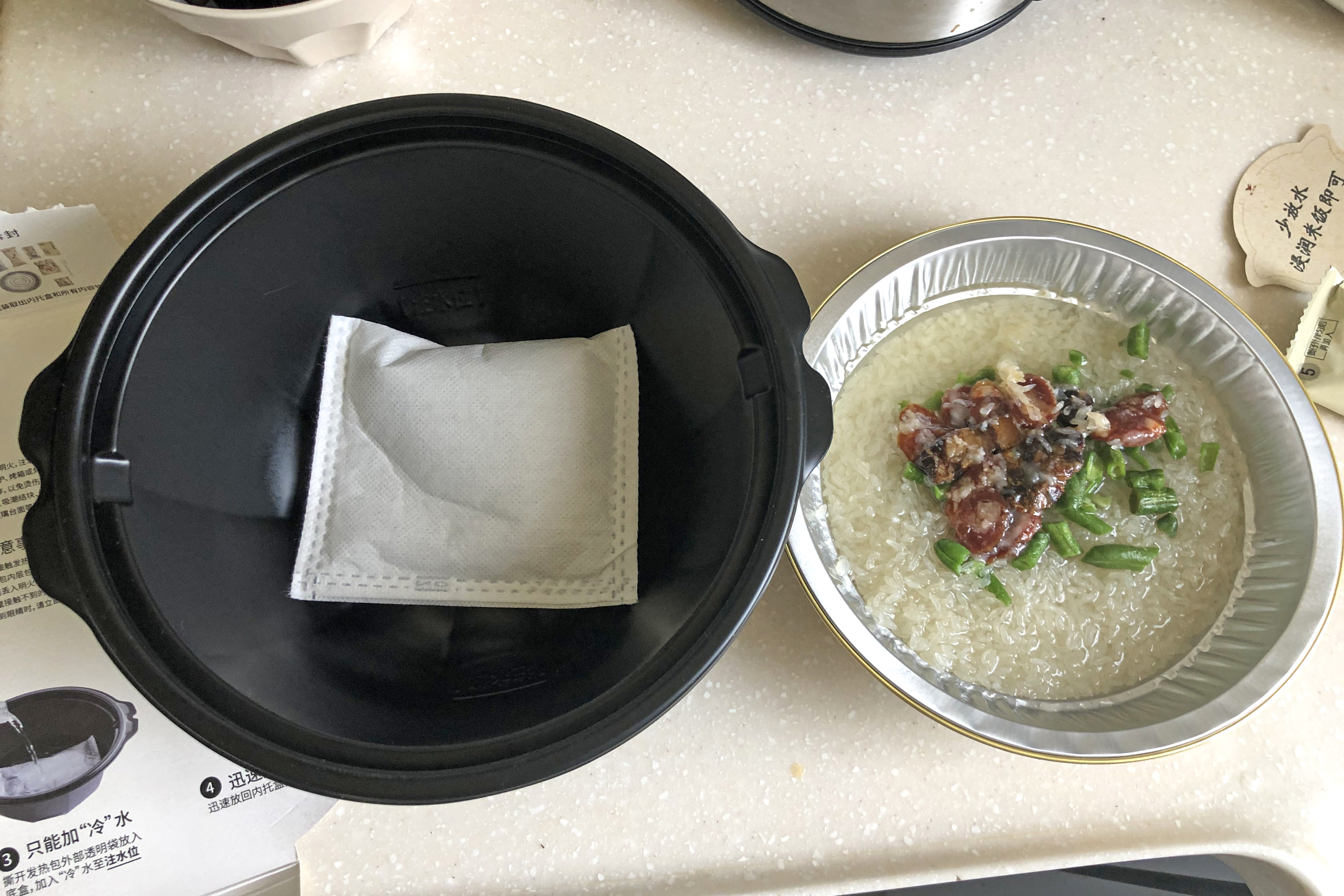
برنج خود گرم شونده با آهک زنده و آب به عنوان منبع گرمایش، عکس قبل از افزودن آب به آهک زنده گرفته شده‌است.

منبع گرما برای قوطی خود گرم شونده یک واکنش گرمازا است که کاربر با فشار دادن روی ته قوطی شروع می‌کند. قوطی به صورت ظرف سه جداره تولید می‌شود. محفظه ای برای محتوی، محفظه ای از ماده گرم‌کننده را احاطه کرده‌است که با یک غشای نازک شکستنی از یک ظرف آب جدا شده‌است. وقتی کاربر کف قوطی را فشار می‌دهد، میله‌ای غشاء را سوراخ می‌کند و اجازه می‌دهد آب و عامل گرمایش با هم مخلوط شوند. واکنش حاصل گرما را آزاد می‌کند و در نتیجه محتوای اطراف آن را گرم می‌کند.
عامل گرمایش و واکنش مسئول از محصولی به محصول دیگر متفاوت است. اکسید کلسیم در واکنش زیر استفاده می‌شود:
CaO(s)+ H 2 O(l) → Ca(OH) 2 (s)
همچنین می‌توان از سولفات مس و پودر روی نیز استفاده کرد، اما این فرایند کارایی کمتری دارد:
CuSO 4 (s) + Zn(s) → ZnSO 4 (s) + Cu(s)
کلرید کلسیم بی آب نیز اغلب استفاده می‌شود. در این حالت هیچ واکنش شیمیایی رخ نمی‌دهد، در عوض گرمای محلول ایجاد می‌شود.
منابع حرارتی تجاری برای بسته بندی مواد غذایی خودگرم شونده از یک واکنش گرمازا (آزادکننده گرما) استفاده می‌کنند که چندین فرمول رایج برای آن وجود دارد. شامل:
- آهک با نام مستعار اکسید کلسیم و آب. آهک سریع، ارزان و در دسترس، عموماً توسط FDA به عنوان ایمن شناخته می‌شود.[۲] محصول واکنش هیدروکسید کلسیم است.
- فلز منیزیم پودری ریز آلیاژ شده با مقدار کمی آهن و نمک خوراکی که با افزودن آب فعال می‌شود، مانند گرم کن جیره بدون شعله MRE.

برخی از فرمول‌های جدیدتر از واکنشی شبیه ترمیت بین پودر فلز واکنش‌پذیرتر مانند آلومینیوم یا منیزیم، با اکسید فلزی کمتر واکنش‌پذیر مانند اکسید آهن یا دی‌اکسید سیلیکون استفاده می‌کنند

## طراحی
قوطی‌های خود گرم شونده دارای دو محفظه هستند که یکی دیگری را احاطه می‌کند. در یک نسخه، محفظه داخلی غذا یا نوشیدنی را نگه می‌دارد و محفظه بیرونی مواد شیمیایی را در خود جای می‌دهد که در صورت ترکیب شدن، تحت یک واکنش گرماگیر قرار می‌گیرند. وقتی کاربر می‌خواهد محتویات قوطی را گرم کند، با کشیدن حلقه‌ای روی قوطی مانعی را می‌شکند که مواد شیمیایی موجود در محفظه بیرونی را جدا از آب نگه می‌دارد. در نوع دیگر، مواد شیمیایی در محفظه داخلی هستند و نوشیدنی آن را در محفظه بیرونی احاطه می‌کند. برای گرم کردن محتویات قوطی، کاربر کف قوطی را فشار می‌دهد تا مانع جداکننده مواد شیمیایی از آب را بشکند. این طراحی دارای مزایای کارآمدی بیشتر (از دست رفتن گرمای کمتر به هوای اطراف) و همچنین کاهش گرمای بیش از حد سطح بیرونی محصول و ایجاد ناراحتی احتمالی برای کاربر است. در هر صورت، پس از جذب گرمای حاصل از واکنش توسط غذا، کاربر می‌تواند از یک وعده غذایی یا نوشیدنی گرم لذت ببرد.

## بیشتر خواندن
- Yam, KL، «دانشنامه فناوری بسته بندی»، جان وایلی و پسران، ۲۰۰۹،شابک ‎۹۷۸-۰-۴۷۰-۰۸۷۰۴-۶